# Álgebra comutativa
Em álgebra abstrata, a álgebra comutativa estuda anéis comutativos e seus ideais e módulos sobre tais anéis. Exemplos proeminentes de anéis comutativos incluem os anéis de polinômios, anéis de inteiros algébricos e os inteiros p-ádicos.
Tanto a geometria algébrica quanto a teoria algébrica dos números estão construídas sobre a álgebra comutativa. Esta é ainda a principal ferramenta técnica para o estudo local de esquemas.
O estudo de anéis não comutativos é conhecido como álgebra não-comutativa, o que inclui, por exemplo, teoria dos anéis, representação de grupos e álgebras de Banach.

## História
O assunto, primeiramente conhecido como teoria dos ideais, começou com a obra de Richard Dedekind sobre ideais baseado nos trabalhos precedentes de Ernst Kummer e Leopold Kronecker. Mais tarde, David Hilbert introduziu o termo anel para generalizar o termo anel numérico. Hilbert introduziu uma abordagem mais abstrata para suplantar métodos mais concretos e computacionais fundados na análise complexa e teoria dos invariantes clássica. Em contrapartida, Hilbert influenciou Emmy Noether, a quem se deve muito da abordagem abstrata e axiomática do assunto. Outra importante aquisição foi o trabalho de Emanuel Lasker, estudante de Hilbert, que introduziu os ideais primários e provou a primeira versão do teorema de Lasker-Noether.
Muito do desenvolvimento moderno na área enfatiza os módulos. Tanto os ideais de um anel A quanto A-álgebras são casos especiais de A-módulos. Assim, a álgebra comutativa engloba tanto a teoria dos ideais quanto a teoria das extensões dos anéis. Apesar de já estar incipiente na obra de Kronecker, a abordagem moderna usando módulos é geralmente creditada à Emmy Noether.

## Linha de raciocínio
Uma linha de raciocínio para o estudo da Álgebra Comutativa (talvez a mais comum nos cursos introdutórios) é a seguinte: Anéis Comutativos, inclusive Anéis Locais; A-módulos, inclusive Sequências Exatas e Localização; Anéis e Módulos Noetherianos/Artinianos,  inclusive o Teorema da Base de Hilbert; Submódulos Primários, inclusive o Teorema da Decomposição Primária. Alguns cursos ainda conseguem cobrir a parte de Extensões Inteiras e a Dimensão de Krull. 

## Anéis Comutativos
Um anel é dito comutativo se o produto for uma operação comutativa. Alguns dos anéis comutativos mais básicos são os inteiros (que geralmente são totalmente explorados nos cursos de Aritmética dos Inteiros) e os anéis de polinômios sobre anéis comutativos. Em Álgebra Comutativa os anéis que interessam são aqueles que são comutativos com identidade. 
As principais subestruturas dos anéis são os ideais. Essencialmente, um ideal é um subanel (i.e. um subconjunto de A que é um anel com as operações de A) que absorve o produto de um elemento seu com um elemento do anel. Existem dois tipos muito especiais de ideais: primos e maximais. No primeiro tipo, muito similar a definição de número primo, o ideal absorve o produto de dois elementos do anel se, e somente se, um deles já está no ideal. Por exemplo, nos inteiros os únicos ideais primos não nulos são aqueles conjuntos de múltiplos de um primo p fixado. Já no segundo tipo, os ideais são maximais com relação a inclusão de conjuntos no anel. Uma propriedade interessante é a de que todo ideal maximal é primo. 
Dois ideais merecem destaque na Álgebra Comutativa: o Nilradical de A (a interseção de todos os ideais primos de A) e o Radical de Jacobson de A (a interseção de todos os ideais maximais de A). Eles são essenciais quando se quer entender a relação entre Geometria Algébrica e Álgebra Comutativa, pois cada variedade algébrica irredutível está associada com um ideal primo e cada ponto a um ideal maximal, de modo que propriedades geométricas se traduzem em propriedades geométricas e vice-versa. Uma importante característica de Anéis Comutativos com Identidade é que sempre existe um ideal maximal. Aqueles anéis que possuem apenas um ideal maximal são ditos Anéis Locais.
Os resultados essenciais para prosseguir no estudo são: 
Teorema do Isomorfismo: Sejam A e B anéis e I um ideal de A. Se φ:A→B é um homomorfismo entre A e B, então A/Ker(φ) ~ Im(φ).
Teorema da Correspondência. Seja I um ideal de A. Existe uma correspondência biunívoca entre os conjuntos {ideais de A que contém I} e {ideais de A/I}.
Lema da Esquiva. Sejam P e Q ideais primos de A. Se I é um ideal de A tal que I está contido em PUQ então I está contido em P ou em Q.
Juntos, esses resultados permitem provar uma série de propriedades de anéis locais.

## A-módulos
Depois dos Espaços Vetoriais, os módulos são as estruturas algébricas mais similares que você vai encontrar. Eles são como Espaços Vetoriais sobre um Anel, i.e., têm soma e produto por escalar (no anel) satisfazendo as mesmas propriedades de Espaço Vetorial. O fato de o anel de base não ser necessariamente um corpo gera algumas "patologias" nessa estrutura. Por exemplo, o produto de um escalar não nulo por um "vetor" não nulo pode ser nulo. Os exemplos mais comuns de módulos são os K-espaços vetoriais. 
Em A-módulos é possível definir A-submódulos e quociente de A-submódulos de maneira semelhante a dos anéis, inclusive ainda valendo o Teorema do Isomorfismo e o Teorema da Correspondência. Além disso, A-módulos também "herdam" definições da Álgebra Linear como: conjunto mínimo de geradores, conjunto linearmente independente e base. No entanto, não é verdade que todo conjunto mínimo de geradores em um A-módulo tem a mesma cardinalidade. Por exemplo, os conjuntos {1} e {2,3} são conjuntos mínimos de geradores para os inteiros. Mas se o anel de base for local, todo conjunto mínimo de geradores tem a mesma cardinalidade, assim como nos espaços vetoriais. 
Alguns dos resultados muito úteis para provar propriedades dos A-módulos são:
Proposição. Sejam N e P A-submódulos de M. Então
{\displaystyle {\frac {N}{N\cap P}}={\frac {N+P}{P}}}
Lema de Nakayma. Seja M um A-módulo finitamente gerado e I um ideal de A contido no Radical de Jacobson de A. Se IM=0 então M=0.

## Sequências Exatas e Princípio Local-Global
Assim como a congruência modular é o principal mecanismo para provar grandes propriedades aritméticas, as sequências exatas constituem a ferramenta essencial para estudar A-módulos, especialmente os finitamente gerados. Moralmente falando, uma sequência exata é uma sequência de aplicações A-lineares entre A-módulos tal que a imagem de uma é o núcleo da seguinte. 

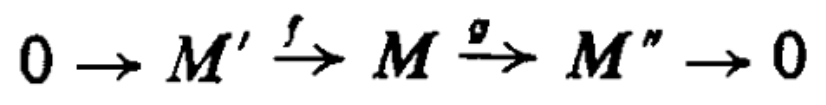
Sequência Exata Estrutural

Nesse exemplo M' é um submódulo de M, f a aplicação de inclusão, g a projeção canônica e M'' o quociente de M por M'. Essa sequência é exata e é conhecida como Sequência Exata Estrutural. É com essa sequência que geralmente se prova o Teorema do Isomorfismo. 
Juntamente com as sequências exatas, o conceito de localização de um A-módulo é de grande utilidade para a Álgebra Comutativa. Basicamente, localizar um anel A em um ideal primo P é considerar o conjunto multiplicativo S=A-P e definir uma relação de equivalência em S x A, de modo que S x A quocientado por essa relação de equivalência agora é o anel de frações de A em P. Tradicionalmente esse anel de frações é denotado por {\displaystyle A_{P}}. Em seguida, se faz o mesmo com S x M, onde M é um A-módulo, para obter módulo de frações de M em P, denotando-o por {\displaystyle M_{P}}. Dessa forma, {\displaystyle M_{P}} é um {\displaystyle A_{P}}-módulo.
O grande resultado sobre localização de A-módulos é o 
Princípio Local-Global. São equivalentes: 
(i) M = 0
(ii) {\displaystyle M_{P}}= 0, para todo ideal primo P de A
(iii) {\displaystyle M_{M}}= 0, para todo ideal maximal M de A.

## Anéis e Módulos Noetherianos
Um anel (módulo) é dito Noetheriano se todo ideal (submódulo) é finitamente gerado. No entanto isso é equivalente a dizer que toda cadeia ascendente de ideais (submódulos) é estacionária ou que toda família não-vazia de ideais (submódulos) possui elemento maximal. Anéis Noetherianos são realmente os mais usados em Álgebra Comutativa. Praticamente todos os estudos que envolvem o conceito de dimensão de um módulo consideram sempre um A-módulo finitamente gerado sobre um anel Noetheriano. 
Do outro lado, estão os Anéis Artinianos (devido a Emil Artin), que satisfazem a condição descendente de ideais. No entanto, é sabido que tais anéis são Noetherianos com dimensão zero, então o estudo se reduz aos Noetherianos.
O grande resultado sobre Anéis Noetherianos é o
Teorema da Base de Hilbert. Se A é Noetheriano, então A[x] é Noetheriano.
Sem ele alguns resultados se tornam muito difíceis de serem obtidos.

## Teorema da Decomposição Primária
Assim como o Teorema Fundamental da Aritmética, que garante que todo número inteiro (diferente de -1, 0 e 1) é escrito como produto finito de primos, o Teorema da Decomposição Primária garante que todo submódulo de um A-módulo M é escrito como interseção finita de submódulos primários. 
Aliás, um submódulo N é dito P-primário (onde P é um ideal primo de A) se P é o único primo associado do quociente M/N. 
Teorema da Decomposição Primária
Seja M um A-módulo e N um A-submódulo próprio de M. Então N admite uma decomposição primária.
Esta é de fato uma gigantesca generalização do Teorema Fundamental da Aritmética.
Cursos mais avançados (geralmente os de doutorado) ainda abordam um caminho que permite culminar na demonstração do Teorema da Dimensão ou Teorema de Krull-Chevaley-Samuel, 
Teorema da Dimensão
Seja (A,M) um anel local. Então os três seguintes números são iguais:
(i) O comprimento máximo das cadeias de ideais primos em A
(ii) O grau do polinômio característico de A
(iii) O número mínimo de geradores de um ideal M-primário de A